# The Passage (série télévisée)
The Passage est une série télévisée américaine en dix épisodes de 42 minutes créée par Liz Heldens d'après le roman du même titre de Justin Cronin, et diffusée entre le 14 janvier et le 11 mars 2019 sur le réseau Fox.
En France, la série est diffusée à partir du 10 octobre 2019 sur la chaîne Syfy.

## Synopsis
Le projet Noah vise à analyser un virus capable de soigner toutes les maladies, mais aussi de transformer les humains en créatures proches des vampires. Quand une jeune fille, Amy Bellafonte, est choisie pour être un cobaye, l'agent fédéral Wolgast est chargé de l'amener sur les lieux de l'expérience. L'agent va s'attacher à elle et tout faire pour la protéger, quitte à mettre le projet à risque.

## Distribution

### Acteurs principaux
- Mark-Paul Gosselaar (VF : Anatole de Bodinat) : Brad Wolgast[2]
- Saniyya Sidney (en) (VF : Lisa Caruso) : Amy Bellafonte
- Jamie McShane (VF : Gérard Darier) : Dr Tim Fanning[3]
- Caroline Chikezie (VF : Aurélie Konaté) : Dr Major Nichole Sykes[3]
- Emmanuelle Chriqui (VF : Dorothée Pousséo) : Dr Lila Kyle[4]
- Brianne Howey (VF : Claire Baradat) : Shauna Babcock
- McKinley Belcher III (en) (VF : Daniel Lobé) : Anthony Carter
- Henry Ian Cusick (VF : Bruno Choël) : Dr Jonas Lear
- Vincent Piazza (VF : Damien Ferrette) : Clark Richards[5]

### Acteurs récurrents et invités
- Jennifer Ferrin (en) (VF : Lydia Cherton) : Elizabeth Lear, femme de Jonas[6]
- James LeGros : Horace Guilder[6]
- Kecia Lewis (VF : Magali Barney) : Sœur Lacey Antoine[6]
- Jason Fuchs : Grey, employé de Project Noah[6]

 Source et légende : version française (VF) sur RS Doublage et selon le carton de doublage.

## Production
Le 10 mai 2019, Fox annonce l'annulation de la série. Cette décision intervient après la diffusion de la première saison qui a connu une forte baisse d'audience tout au long de sa programmation.

## Fiche technique
- Titre original : The Passage
- Création : Liz Heldens
- Réalisation :
- Scénario : Justin Cronin et Liz Heldens
- Direction artistique :
- Décors :
- Costumes :
- Photographie :
- Montage :
- Musique :
- Casting :
- Production :
- Sociétés de production :
- Société de distribution : Fox
- Pays d'origine :  États-Unis
- Langue originale : anglais
- Format :
- Genre : horreur; science-fiction; dramatique
- Durée : 42 minutes
- Date de première diffusion :
  - États-Unis : 14 janvier 2019 sur Fox

## Épisodes
1. Celle qui ne manquera à personne (Pilot)
2. Tu me dois une licorne (You Owe Me a Unicorn)
3. Un monstre sous le lit (That Never Should Have Happened to You)
4. Il est à qui ce sang ? (Whose Blood is That?)
5. Amy, l'arme fatale (How You Gonna Outrun the End of the World?)
6. Le goût de votre sang (I Want to Know What You Taste Like)
7. Tu rayonnes comme le soleil (You Are like the Sun)
8. La transformation d'Amy (You Are Not That Girl Anymore)
9. Restez dans la lumière (Stay in the Light)
10. Dernière leçon (Last Lesson)